# Die Liebe muß verrückt sein
Die Liebe muß verrückt sein, englischer Originaltitel Can’t Hurry Love, ist eine amerikanische Fernsehserie im Sitcom-Format.

## Ausstrahlung
Sie wurde in den Vereinigten Staaten zwischen dem 18. September 1995 und dem 26. Februar 1996 von der CBS ausgestrahlt und nach einer Staffel mit 19 Episoden von jeweils 30 Minuten Dauer eingestellt. Die Erstausstrahlung in Deutschland erfolgte zwischen dem 9. Januar und dem 1. April 2000 im Programm von RTL mit Doppelfolgen jeweils in der Nacht von Samstag zu Sonntag.

## Handlung
Darstellerin der Hauptfigur, die als Arbeitsvermittlerin in einer Personalagentur tätige 28-jährige Annie O’Donnell, ist die Schauspielerin Nancy McKeon. Das zentrale Thema der von den Unternehmen Axelrod-Widdoes Productions, CBS Entertainment Production, The Producers Entertainment Group Ltd. sowie TriStar Television produzierten Serie ist Annies Suche nach ihrem Traummann, bei der sie von ihrer Nachbarin und besten Freundin Didi Edelstein (dargestellt durch Mariska Hargitay) sowie ihren Kollegen Roger Carlucci (dargestellt durch Louis Mandylor) und Elliot Tanny (in der Pilotepisode durch David Pressman und später durch Kevin Crowley dargestellt) unterstützt wird.

## Serienuniversum
Durch einen Auftritt von Charles Shaughnessy als Maxwell Sheffield aus der Serie Die Nanny in der 13. Episode ist die Serie Teil des Serienuniversums von Alle lieben Raymond, Becker, Cosby, Die Liebe muß verrückt sein, Die Nanny, King of Queens und Saras aufregendes Landleben sowie dem Spielfilm This Is Spinal Tap.